# اچ‌ام‌سی‌اس فلورانس
اچ‌ام‌سی‌اس فلورانس (به انگلیسی: HMCS Florence) یک کشتی بود که طول آن ۱۴۴ فوت (۴۴ متر) بود. این کشتی در سال ۱۹۱۵ ساخته شد.